# Hockey Bassano 2020-2021
Questa voce raccoglie le informazioni riguardanti l'Hockey Bassano nelle competizioni ufficiali della stagione 2020-2021.

## Maglie e sponsor
Lo sponsor ufficiale per la stagione 2020-2021 è la Ubroker.
| 1ª divisa | 2ª divisa |

## Organico

### Giocatori
| N° | Naz.              | Ruolo | Sportivo          |  |  |  |
| -- | ----------------- | ----- | ----------------- |  |  |  |
| 2  | Italia (bandiera) | D     | Samuel Amato      |  |  |  |
| 5  | Spagna (bandiera) | A     | Pol Galbas Pedrol |  |  |  |
| 7  | Italia (bandiera) | A     | Mattia Baggio     |  |  |  |
| 14 | Italia (bandiera) | D     | Elia Canesso      |  |  |  |
| 15 | Italia (bandiera) | D     | Mattia Milani     |  |  |  |
| 21 | Italia (bandiera) | A     | Sergio Festa      |  |  |  |
| 23 | Spagna (bandiera) | D     | Marc Coy          |  |  |  |
| 28 | Italia (bandiera) | P     | Davide Pertegato  |  |  |  |
| 30 | Italia (bandiera) | P     | Mattia Verona     |  |  |  |
| 74 | Spagna (bandiera) | A     | Pablo Cancela     |  |  |  |

### Staff tecnico
- Allenatore:  Roberto Crudeli